# Richard Mitford

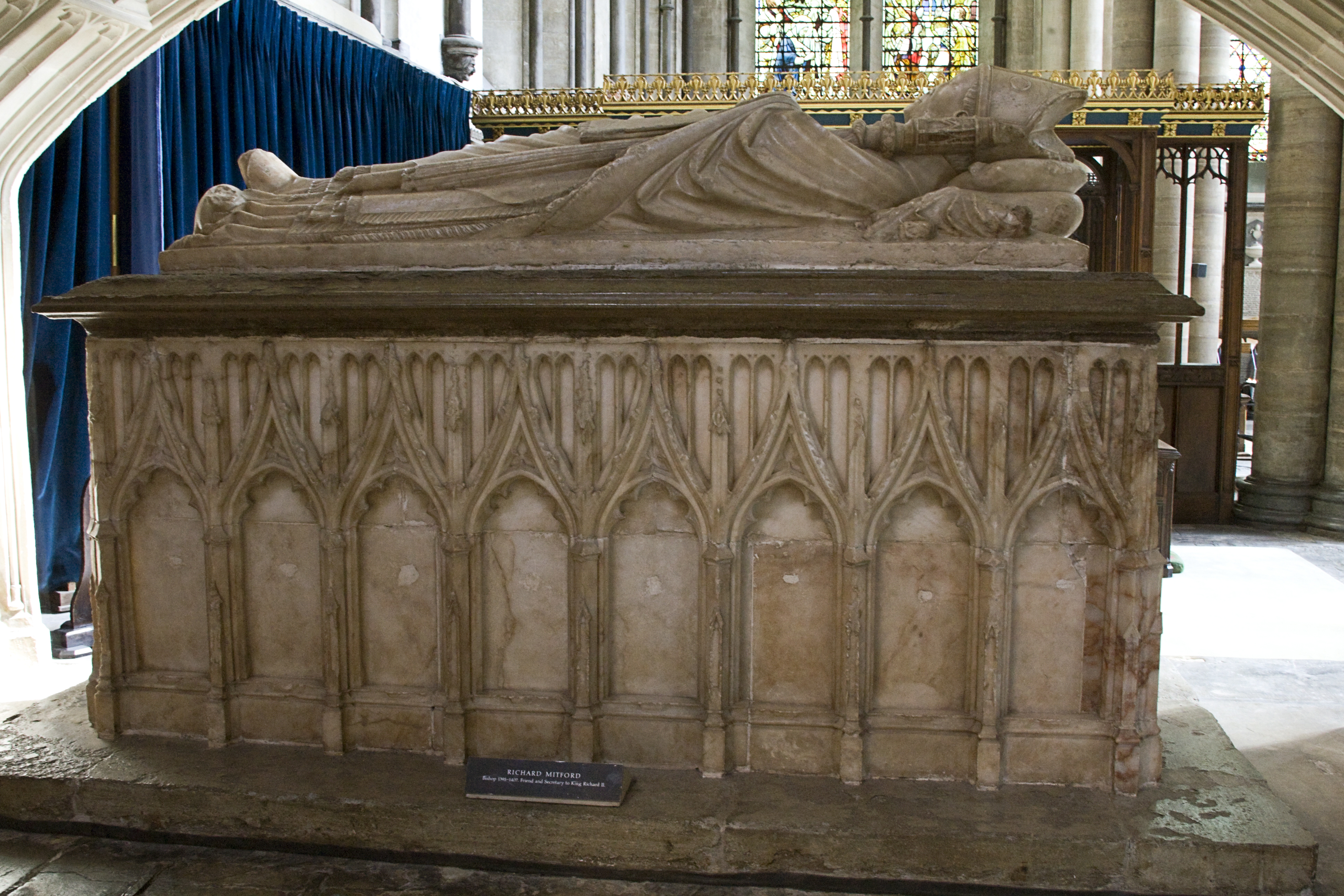
Sarkophag von Mitford in der Kathedrale von Salisbury

Richard Mitford (auch Richard Medford; * um 1330; † 5. Mai 1407 in Potterne, Wiltshire) war ein englischer Prälat. Aus vermutlich niedrigen Verhältnissen stammend, machte er als königlicher Beamter Karriere, ehe er später Bischof von Chichester und dann von Salisbury wurde.

## Herkunft
Mitford stammte vermutlich aus Hagbourne in Berkshire. Sein Vater war Geoffrey Medford, der Name seiner Mutter ist unbekannt. Sein Vater heiratete später in zweiter Ehe eine Constance, mit der er einen weiteren Sohn, Walter, hatte.

## Karriere als königlicher Beamter
Mitford wird erstmals am 25. September 1349 in Colchester Abbey erwähnt, als er als königlicher Beamter eine Zahlung anlässlich der Wahl eines neuen Abts erhält, eine weitere Zahlung erhielt er bei einer erneuten Abtsernennung 1353. Am 2. November 1352 wurde er Fellow an King’s Hall in Cambridge, diese Position behielt er bis zum 15. Januar 1378. Bereits 1356 war er Vikar in Guilsborough in Northamptonshire. Am 11. Juni 1362 wurde er zum Subdiakon geweiht. 1359 war er noch Angestellter im königlichen Haushalt, während er 1369 bereits in der Chapel Royal diente. Zur Belohnung erhielt er zahlreiche kirchliche Ämter und Pfründen, darunter in Swithland in Leicestershire, Stoke Edith in Herefordshire, Worlingworth in Suffolk, Rollesby in Norfolk und Sibson in Leicestershire. Am 7. September 1375 wurde er Kanoniker an der St George’s Chapel von Windsor Castle, 1379 an der Kollegiatkirche von Wingham in Kent und 1383 an der Kapelle von Hastings Castle in Sussex. 1381 wurde er Pfarrer von St Magnus in London und Wittersham in Kent. 1384 wurde er Propst der Kollegiatkirche von Caergybi auf der Insel Anglesey. Wahrscheinlich hat er viele dieser Kirchen, aus denen er Einkünfte bezog, nie besucht. Im Juni 1385 wurde er Sekretär von König Richard II. und gehörte damit zum kleinen, aber mächtigen Kreis von Geistlichen um den König, der zutiefst mit dem Adel zerstritten war. Mitford diente als Bewahrer des königlichen Privatsiegels, bis die Bedeutung dieses Amtes durch das Wundervollen Parlament im November 1386 beschnitten wurde. Der König belohnte ihn im August 1385 mit dem Archidiakonat von Norfolk sowie mit weiteren Pfründen an der Kathedrale von Chichester und in Wilton Abbey sowie mit dem Dekanat der reichen Kollegiatkirche St Martin-le-Grand in London, 1386 mit Pfründen von York Minster und Wells Cathedral und 1387 mit einer Kanonikerstelle in Salisbury und Pfründen in Charminster und Bere. Daneben hatte er 1384 Jagdrechte in königlichen Forsten sowie von Gegnern des Königs beschlagnahmten Besitz in London erhalten.

## Zwischenzeitliche Gefangennahme und Sturz
Mitfords Karriere wurde einschneidend gestoppt, als er Anfang 1388 zusammen mit anderen Beamten aus dem engsten Beraterkreis des Königs auf Befehl der Lords Appellant von Richard Clifford verhaftet wurde. Zusammen mit James Berners wurde er in Bristol Castle gefangen gehalten, bis er in den Tower of London überstellt wurde, wo er und die anderen Gefangenen in einem Schauprozess am 12. März 1388 vor das Parlament gebracht wurden. Mitford und die anderen Geistlichen wurden im Gegensatz zu den weltlichen Angeklagten jedoch nicht verurteilt, sondern mussten bis zum 4. Juni weiter im Tower bleiben, ehe sie unter der Bedingung freigelassen wurden, sich vor dem nächsten Parlament erneut zu verantworten. Zehn Tage später wurden sie unter der Bedingung frei gelassen, den königlichen Hof zu verlassen, doch als der König kurz darauf wieder die politische Initiative ergriff, konnten sie bald wieder ihre bisherigen Ämter einnehmen. Mitford wurde erneut Sekretär des Königs, bis er am 17. November 1389 als Nachfolger von Thomas Rushook, der ebenfalls ein Günstling des Königs war, zum Bischof von Chichester gewählt wurde. Bereits in den Vorjahren hatte der König versucht, ihn zum Bischof zu erheben, doch die Wahlen im August 1386 zum Bischof von Bath und Wells sowie 1389 zum Bischof von St Davids waren jeweils vom Papst nicht bestätigt worden.

## Bischof von Chichester
Am 10. April 1390 wurde Mitford zum Bischof geweiht. Ob er seine Aufgaben in der Diözese tatsächlich wahrgenommen hat oder ob er weiterhin am Königshof gedient hat, kann nicht geklärt werden, da die Aufzeichnungen des Bistums nur lückenhaft erhalten sind. Überliefert ist eine Visitation zwischen 1391 und 1392, gegen die es in Chichester gewaltsame Proteste gab und während der er die Rechte des Klosters Lewes bestätigte. 1395 handelte der Generalvikar Michael Cergeaux während seiner Abwesenheit als sein Vertreter.

## Bischof von Salisbury
Um 1395 wurde er bereits als Kandidat für größere und reichere Diözesen gehandelt. Im Frühjahr 1395 scheiterte eine Kandidatur als Bischof von Worcester, doch durch die Unterstützung des Königs wurde er im Herbst 1395 gegen den Willen des Domkapitels, das sich für Richard Clifford ausgesprochen hatte, Bischof von Salisbury. Die Wahl fand offiziell am 1. Dezember statt, doch bereits am 25. Oktober war Mitford vom Papst bestätigt worden.
Medford blieb zunächst weiter in der königlichen Verwaltung tätig, hatte jedoch nicht mehr die große Bedeutung wie vor seiner Wahl zum Bischof von Salisbury. Am 4. Oktober 1394 wurde er Treasurer of the Exchequer von Irland und 1395 war er königlicher Vertreter, der in Dublin mit französischen Gesandten über eine Heirat von König Richard II. mit einer der drei Cousinen des französischen Königs Karl VI. verhandelte. Er unterstützte den neuen königlichen Sekretär Roger Walden bei Verhandlungen mit irischen Adligen und bezeugte weiterhin königliche Urkunden. Ab dem 20. März 1399 verwaltete er die Besitzungen des exilierten Duke of Norfolk.
Nachdem König Richard II. im Herbst 1399 durch Henry Bolingbroke gestürzt worden war, sank Mitfords Einfluss. Er widmete sich nun der Verwaltung seiner Diözese, hielt sich jedoch bei Angelegenheiten des Kapitels zurück und besuchte 1404 Rom. Zu seinem Generalvikar ernannte er Henry Chicheley, den späteren Erzbischof von Canterbury. In einem lang währenden Streit der Nonnen des kleinen Klosters Broomhall mit ihrer Oberin Juliana vermied er eine Entscheidung, so dass Erzbischof Thomas Arundel eingreifen musste und 1405 Juliana von ihrem Amt enthob. Über seine weiteren Beziehungen zu den anderen englischen Bischöfen ist wenig bekannt. Bei der Verwaltung seines Bistums unterstützte ihn sein Halbbruder Walter, der in Oxford Zivilrecht studiert hatte. Im Dezember 1396 weihte er ihn zum Subdiakon und wahrscheinlich durch seinen Einfluss wurde er Kanzler des Bistums Chichester. Kurzzeitig war Walter Archidiakon von Dorset, dann von 1402 bis 1404 Kanzler der Diözese Salisbury und anschließend Archidiakon von Salisbury und später von Berkshire.

## Privatleben
Aufgrund der Abrechnungen seines Haushalts von Oktober 1406 bis zu seinem Tod ist bekannt, dass er ein Jahreseinkommen in Höhe von über £ 1000 hatte. In seinem Haushalt lebten über 70 Personen, und er bezog viele Güter sowie Delikatessen wie Hummer, Austern, Rebhühner sowie Wein und Bier aus London und anderen Städten, wobei die Fastenzeiten jedoch streng eingehalten wurden. Sein Testament zeigt, dass er ein prachtliebender Bischof war, der zahlreiche aufwändig gearbeitete Gewänder und prächtigen Schmuck besaß.
Spätestens im Herbst 1406 war Mitford schwer erkrankt. Er wurde in der Kathedrale von Salisbury begraben. In seinem Testament bedachte er die Nonnenklöster von Rusper in Sussex, Kington St Michael  in Wiltshire sowie von Broomhall, dazu ließ er Messen in jedem Mönchskloster seiner Diözese lesen. Den Großteil seines Besitzes vermachte er jedoch seinem Haushalt sowie seiner Verwandtschaft, darunter seiner Stiefmutter Constanze sowie seiner Halbschwester Alice Hunte.
Im Sherborne Missal, einem von Robert Brunyng, dem Abt von Sherborne Abbey in Auftrag gegebenen Messbuch, ist er in acht Illustrationen abgebildet. Brunyng gehörte auch dem Kathedralkapitel von Salisbury ab.